# Blizkaja dal'
Blizkaja dal' (Близкая даль) è un film del 1978 diretto da Vitalij Michajlovič Kol'cov.

## Trama
Arrivato con una squadra di addetti alla bonifica in un altro villaggio, il burlone Sergej ha immediatamente attirato l'attenzione su Anna, la direttrice dell'azienda agricola statale. E lei, con sorpresa dei suoi compaesani, lo portò presto a casa sua.